# Haddeby Nor
Haddeby Nor eller Hedeby Nor er et nor, der ligger ved Slien lidt syd for Slesvig by i landsdelen Sydslesvig i det nordlige Tyskland. Norets areal er på 1 km². Haddeby Nor er dermed Sliens største nor. Noret er både forbundet med Slien og med den sydpå liggende Selk Nor. Over norets udløb i Sliens Lille Bredning er der lagt en dæmning, hvorover Slesvig-Egernfjord Chauseen er ført. Afløbet er siden 1882 kanaliseret. Hele arealet tilhører Fartorp/Farup kommune. Vest for noret ligger landsbyerne Bustrup og Selk. Ved norets østlige bred ligger landsbyen Lopsted.
Området omkring noret er rig på mindesmærker fra vikingetiden. Ved norets vestlige bred lå vikingestedet Hedeby. Udgravninger viste at Hedebys havneanlæg var beskyttet af pælespærringer og havde op til 60 m lange anløbsbroer. I 1970'erne blev der i vandet foran havnen fundet rester af et stort vikingeskib. Lidt nord for vikingebyen ligger vikingemuseet, som giver indblik i Hedebys historie. Derudover findes her Danhøjene (også Tvebjerge), Dannevirke og den 1857 fundne Skardesten.